# 아동의 성

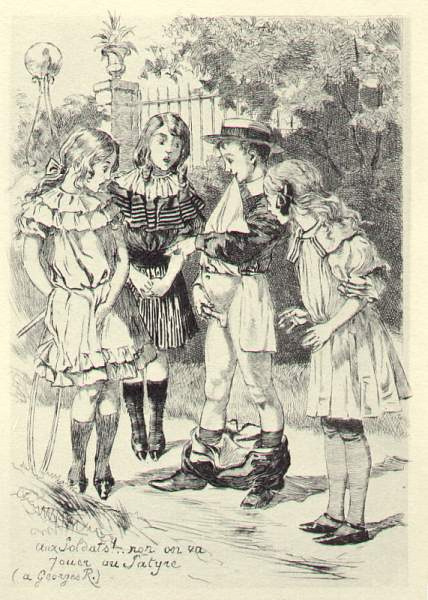

아동의 성은 아동에게 관측되는 성적인 감각, 발달, 행동을 말한다.

## 기본적인 두 가지 관점
성의 발달에 대한 이론은 다음과 같은 두 가지 관점으로 나뉜다.
1. 본능의 역할을 강조하는 사람들은 아동의 성 발달이 본능의 작용을 억제하거나 조장하는 방향으로 간다고 주장한다. 즉, 인간의 성적 발달은 기본적으로 생물학적인 과정이며 다른 문화들 간에도 비슷한 양상을 보이며, 따라서 건강한 성적 발달을 위해서는 그것이 더 큰 문화나 다른 것들에 의해 방해받는다고 하더라도 상대적으로 좁은 모델이 세워질 수 있다는 것이다. 이것은 아동 발달에 대한 의학적 접근에서 가장 많이 쓰여진 방법이다.
2. 성이 사회적 접촉 (아동의 성은 더 큰 사회에 강한 영향을 받는다는 것)임을 강조하는 사람들이 있는데, 이들은 규범적인 행동 (문화적으로 적당한 행동)과 비규범적인 행동 (문화적으로 적당하지 못한 행동) 등의 말을 자주 사용한다.[1]

## 연구

### 초기의 연구
지그문트 프로이트는 1905년에 집필한 성에 관한 세 가지 논문에서 성심리 발전 이론의 개요를 구강기 (0세 - 1.5세)와 항문기 (1.5세 - 3.5세), 오이디푸스 콤플렉스가 최고조에 달하는 남근기 (3.5세 - 6세)와 잠재기 (6세 - 사춘기), 성욕기 (사춘기 - 성인)의 다섯 단계로 정리했다.
프로이트의 기본적인 명제는 아동 초기의 성은 다양한 단계를 거쳐 강력한 근친상간으로 변하며, 아동이 이를 이용하거나 승화시키기 위해서는 성인의 건강한 성으로 성장해야 한다고 주장했다.
현대의 많은 전문가들은 대부분 프로이트의 몇 가지 이론 (예를 들어 음경선망)이 쓸모가 없거나 다른 이론으로 대신할 수 있으며, 그가 쓴 글의 핵심은 과학적, 의학적인 사회에서 완전히 받아들여질 수 없다고 주장한다.
앨프리드 킨제이는 그의 대표적인 저서인 킨제이 보고서 (1948년과 1953년, 2권)를 쓰기 위해 성적인 행동에 관한 대규모의 자료들을 수집했다.
그의 책은 성인에게 초점을 맞혀져 있었지만, 그는 아동 연구와 아동의 자위행위에 관한 최초의 통계 보고서를 발표하기도 했다.
그러나 보고서 자료의 일부가 아동 성학대를 관찰하거나 참가하지 않았다는 점과 아동 성추행에 대한 논평 혹은 이에 대한 공동 작업에 참여하지 않았을 가능성이 있다는 점에서 비판을 받는다.
스웨덴의 연구원 잉그베트 라르손은 2000년에 쓴 자신의 글에서 "앨프리드 킨제이의 문헌을 인용하는 것이 상당히 흔한 이유는 아동의 성적인 행동에 대한 대규모 연구가 부족하기 때문이다"고 주장했다.

### 현대의 연구 방법론
아동의 성에 대한 경험주의적 지식은 대개 아동에 대한 직접적인 관찰을 하지 않고 (일부는 윤리적 측면을 고려함) 다음과 같이 발생했다.
- 물리적인 전희와 같이 문제가 될 만한 행동을 하는 아동을 관찰했는데,[4] 대개 성기를 가진 인형을 사용했다.[5]
- 성인들의 기억[6]
- 돌보는 사람들의 관찰[7]

## 행동

### 규범적인 행동과 비규범적인 행동
비록 개인차가 있긴 하지만, 아동은 일반적으로 자신의 신체와 타인의 신체에 대한 호기심이 많으며, 탐색적인 성적 유희를 즐긴다.
그러나 아동의 성에 대한 개념은 기본적으로 어른들의 성적인 행동하고는 확연하게 다르며, 신체 삽입에다 구강 성교(펠라티오, 커닐링구스)-성기 접촉(가끔 어른들의 행동을 모방한 것으로 보인다)은 매우 드물게 발견되는데, 이는 성학대를 받은 아동에게 보편적으로 발견된다.
스웨덴 학생들의 연구에서는 7.1%의 소년과 1.4%의 소녀가 13세 이전에 질내 삽입을 경험했다고 밝혔다.
그 외의 행동 장애를 갖고 있는 아동은 다른 아동에 비해 성적인 성격이 많이 발견되었다.
몇몇 활동이 비교적 해롭지 않다는 문화가 있다. 1997년, 오카미 등은 자위 행위와 관련된 놀이, 그 이후의 조절을 포함한 또래 간의 성적인 경험을 발견했다.
이 연구는 아동 간의 활동 구별에 관여하지는 않았지만 (이 중 매우 작은 예가 관찰되었다.), 이와 관련된 아동의 성 유희를 정의할 수 있었다. ("성 유희의 주제는 "의사", "집", 또는 "엄마와 아빠" 등이었다.")
2002년에 실시된 스웨덴 학생 269명의 연구에 따르면, 13세 이전에 성적인 경험을 한 사람의 30%는 성인으로서의 긍정적 효과를 느꼈다고 응답했지만, 66%는 긍정적 효과 혹은 부정적 효과를 느끼지 못했다고 응답했으며, 4%는 부정적 효과를 느꼈다고 응답했다.
한 가지 연구를 제외한 모든 연구에 참여한 학생들은 강압적인 활동과 관련된 부정적 효과를 보고했다.
본 연구는 활동 유형을 구별하지 않고 진행했다.

### 행동 증상
아동도 가끔 아동 성학대 피해자로부터 성적인 매력을 느끼는 경우가 있는데, 이는 비규범적인 행동을 문화 규범으로 정의하는 것으로 여겨진다.
대표적인 증상을 보이는 행동으로는 일반적이거나 과도한 자위 행위, 다른 아동을 강제적으로 다루거나 속이는 등의 원치 않는 비규범적인 성적 행동이 있는데, 이는 가끔 "아동 간의 성학대"로 정의하기도 한다.
성적인 매력은 아동의 성학대를 크게 암시하는 것처럼 보이지만, 몇몇 피해자들은 비정상적인 행동을 느끼지 못한다.
아동이 성적인 매력을 느끼는 것 역시 다른 행동의 문제를 낳기도 하지만, 이는 성학대 이외의 요인이 되기도 한다.
소아의 외상후 스트레스 장애를 포함한 아동 성학대의 증상으로는 학령 아동의 공포와 공격성, 악몽 그리고 아동 우울증이 있다.
그러나 2004년에 실시된 연구에서는 "(아동의) 성적 행동이 성학대를 암시하는 것은 아니다."고 언급했다.

## 기본적인 행동
아래 서술된 것은 대부분의 선진 서구 국가에서 문화적으로 용인된 전형적인 행동들에 대한 내용이다.

### 유아기
유아기는 4세부터 5세 (혹은 6세)까지의 기간을 말하며, 특정 연구원이나 논평가의 관점에 의존한다. 이 시기에는 다음과 같은 현상이 일어난다.
- 아동은 종종 아기로부터 온 호기심이 강하다.[16]
- 아동은 다른 아동과 성인의 신체에 대한 호기심을 분석하려고 한다.[16]
- 4세 아동은 이성 부모에 대한 중대한 애착을 가진다.[16]
- 아동은 개인적인 행동과 공적인 행동의 차이 그리고 겸손함의 뜻을 이해한다.[16]
- 많은 아이들이 성기를 만지는 경우가 증가하는데, 특히 피곤할 때나 불편할 때에 일어난다.[16]
- 일반적으로 인정된 미국식 처방의 일부는 이 시기의 아동에게 다음과 같은 내용을 가르쳐 줄 것을 요구한다.
  - 성기를 만져본다든지, 자신의 팬티 속에 손을 넣어 보는 것은 자연스러운 행동이지만, 절대 아무곳에서나 해서는 안 되며, 화장실처럼 다른 사람의 눈에 띄지 않는 곳에서만 해야 한다.[17]
  - 남성하고 여성의 생물학적 차이 그리고 아기가 만들어지는 과정[17]
  - 아동의 몸은 자신만의 소유물이며, 다른 사람이 자신의 몸을 만지려고 할 때에는 안 된다고 무조건 거절한다.[17]
  - 이성 친구(남자, 여자)하고 함께 목욕이나 샤워를 할 때에는 사전에 미리 허락을 받고 나서 집에 부모님이 안 계실 때에만 해야 한다.
  - 자신의 알몸이나 성기를 다른 친구한테 함부로 보여 준다든지, 다른 친구의 알몸이나 성기를 함부로 보는 것은 절대 예의가 아니다.[17]
  - 여자 친구의 누드 사진을 찍을 때는 상대방에게 미리 허락을 받고, 집이나 사진관처럼 다른 사람이 보지 않는 장소에서만 해야 한다(그 사진은 자신만이 소지해야 하며, 친구사이의 비밀을 지키는 것은 기본 매너).[17]
  - 성적인 신체 부위에 대한 올바른 용어하고 모든 신체 부위를 외설적인 느낌 없이 말한다.[17]

### 자위 행위 & 오르가슴
스웨덴에서 실시된 최근의 연구에서는 이 연령대 아동의 자위 행위 비율이 6%에서 14% 사이였으며, 여자 아이들보다는 남자 아이들이 흔하다는 사실이 밝혀졌다.
관찰자들은 일반적으로 "아동의 자위 행위는 아동의 휴식과 욕망을 암시하고 있다"고 판단했다. (17쪽-19쪽).
몇몇 연구원들은 아동의 자위 행위는 아동이 성과 관련된 교육을 받지 않는 한 무성애를 암시한다고 주장했다.
남자 아이들은 정액이 만들어지기 전까지 (사춘기 전후)는 드라이 오르가슴만을 느낄 수 있다.
사정 능력은 점진적으로 발달하며, 사정 시기는 지난 한 세기 동안 여러 문화를 거치면서도 변하지 않고 있다.

### 학령기 초기
학령기 초기는 5세부터 7세까지의 기간을 말한다.
아동은 성의 차이점을 알게 되는데, 동성 친구와 놀이 친구를 선택하거나 이성을 얕보는 경향이 있다. 또한 아동은 이성 부모와의 관계를 버리고 동성 부모와의 친밀한 관계를 맺으려는 경향이 있다.
이 시기의 아동, 특히 여자 어린이는 성과 나체, 사생활에 대한 의식이 증가한다. 아동은 성인의 반응을 보려고 성적인 용어를 사용하기도 한다. 초기 단계에 존재하는 "욕실 유머" (농담과 회화의 배출 기능과 관련이 있다.)는 지금도 계속되고 있으며, 자위 행위는 일반적으로 계속된다.
일반적으로 인정된 미국식 처방의 일부는 이 시기의 아동에게 다음과 같은 내용을 가르쳐 줄 것을 요구한다.:
- 모든 생물의 자기 복제와 동식물의 성장 및 번식[17]
- 아동의 부모와 조부모를 포함한 모든 사람들이 겪는 생명 주기의 시작과 끝 그리고 모든 연령의 성적 취향[17]
- 사람이 경험하는 다방면의 성적 쾌감 그리고 일반적인 성적인 생각과 공상[17]
- 고정 관념에 얽매이지 않는 성적 역할과 성적 성향 (동성애, 이성애, 양성애)을 포함한 남녀 구별[17]
- 성적 학대와 그 위험성 - 성적 약탈자의 유형 그리고 성적 학대로부터 자신을 보호할 가능성이 있을지도 모르는 친구나 가족의 애정[17]

### 아동기 중반
아동기 중반은 약 6세부터 9세까지의 기간을 말한다. 이 시기의 아동은 방법론과 행동에 의존하는데, 개개인의 성장은 상당한 차이를 보인다.
이러한 과정이 진행되는 동안 아동의 동성 친구 선택은 자신과 반대되는 성별을 경시하는 결과를 낳게 된다.

### 아동기 후반
일반적으로 인정된 미국식 처방의 일부는 이 시기의 아동에게 다음과 같은 내용을 가르쳐 줄 것을 요구한다.:
- 각기 다른 성을 가진 청년의 일반적인 성발달 과정과 정상적인 성발달 시기 (감정적인 변화를 포함한다.)
- 즐거운 성
- 매춘, 강간, 성학대 등 성의 사회적 측면에 대한 지식
- 임신과 성병으로부터 자신을 보호하는 방법

### 형제자매 간의 성적인 놀이
대학생 796명의 연구에 따르면, 15%의 여성과 10%의 남성이 형제자매 간의 성적인 경험을 했으며, 이들 중 대부분은 실제 성교에 미치지 못했다고 밝혔다. 이러한 경험의 4분의 1은 학대나 착취로 묘사되었다. 착취가 아닌 형제자매 간의 성적인 놀이의 영향은 확실하지 않으며, 몇몇 연구는 장기적인 효과를 시사하지만, 긍정적인 면과 부정적인 면 그리고 그 외의 중요한 영향을 찾을 수 없다.

## 법적인 측면
많은 나라와 지역에서는 아동을 포함한 성관계를 합의에 의해 의제 강간 및 아동 성학대에 관한 법률로 금지하고 있다. 몇몇 나라들이 청년과의 성관계 허용 연령을 정하는 것은 아니지만, 대개 법정 강간과는 관련이 없는 최소 연령과의 성관계에 가까운 편이다.
성교 동의 연령은 모든 연령을 가진 사람들과의 합의를 통해 합법적인 성관계를 허용하는 연령이 결정되는데, 이는 각 나라마다 다르다.

## 같이 보기
- 사춘기 성행위
- 애착 이론
- 아동 결혼
- 아동 성학대
- 아동 간의 성학대
- 정서적 근친상간
- 발달 심리학
- 발달 단계 이론
- 성기 유희
- 심리성적 발달 이론
- 사춘기
- 음순
- 음경

## 참고 문헌
- American Psychological Association. (2007). APA Task Force on the Sexualization of Girls.
- Diana Gittins, Children's Sexuality: Why Do Adults Panic?. In The Child in Question. Macmillan, 1997. ISBN 0-333-51109-3.
- Ronald Goldman and Juliette Goldman, Children's Sexual Thinking: A Comparative Study of Children Aged Five to Fifteen Years in Australia, North America, Britain and Sweden. London: Routledge and Kegan Paul, 1982. ISBN 0-7100-0883-X..
- Stevi Jackson, Childhood and Sexuality. Blackwell Publishing, 1982. ISBN 0-631-12871-9.
- Floyd M. Martinson, "Children and Sex, Part II: Childhood Sexuality", in Bullough, Vern Leroy & Bullough, Bonnie (eds.), Human Sexuality: An encyclopedia, New York: Garland Publishing, 1994, p. 111-116.
- Floyd M. Martinson, The Sexual Life of Children, Bergin & Garvey, 1994. ISBN 0-89789-376-X.
- Susan M. Moore, Doreen A. Rosenthal, Sexuality in Adolescence. Routledge, 1993. ISBN 0-415-07528-9.
- Sharon Lamb (2002). The Secret Lives of Girls: What Good Girls Really Do--Sex Play, Aggression, and Their Guilt, Free Press. ISBN 0-7432-0107-8.
- Sharon Lamb (2006). Sex, Therapy, and Kids: Addressing their Concerns through Talk and Play. W.W. Norton.
- Sharon Lamb & Lyn Mikel Brown (2006). Packaging Girlhood: Rescuing our Daughters from Marketers' Schemes. St. Martin's Press.
- Gil, E. & Cavanagh Johnson, T. (1993). Sexualized children – Assessment and treatment of sexualized children and children who molest. Launch Press. Cited in Larsson, 2000, op. cit.